# Derf Backderf

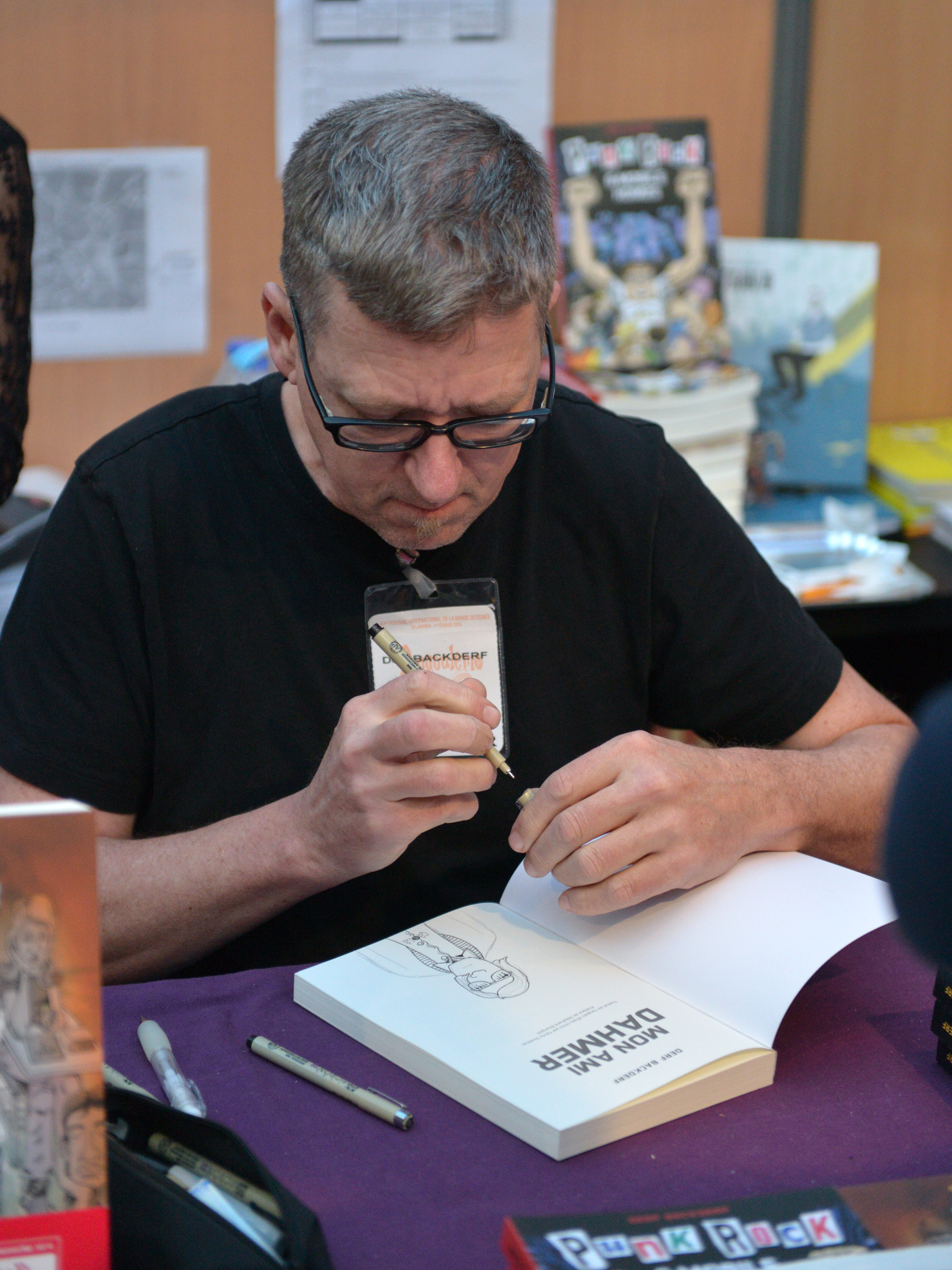
John Backderf op het Internationaal stripfestival van Angoulême (januari 2015).

John Backderf (Richfield (Ohio), 31 oktober 1959), ook bekend als Derf Backderf of Derf, is een Amerikaans striptekenaar van stripromans. Backderf brak internationaal door met de autobiografische striproman My Friend Dahmer (Mijn Vriend Dahmer), over zijn vriendschap in zijn puberteit met de Amerikaanse Jeffrey Dahmer, die later seriemoordenaar werd.

## Biografie
Backderf groeide op op het platteland in Ohio. Hier zit hij op de highschool bij Dahmer in de klas, jaren voordat Dahmer zijn moorden zou plegen. In het boek Trashed vertelt Backderf over zijn eerste baan als vuilnisman. Na deze baan gaat hij aan de slag als illustrator en tekent 15 jaar de krantenstrip The City. Hij stopt hier in 2014 mee om zich volledig te concentreren op stripromans.
Qua tekenstijl en autobiografische insteek maakt Backderf albums die verwantschap tonen met het werk van Robert Crumb, Art Spiegelman en de Canadezen Joe Matt en Chester Brown.

### Engelstalig werk
- The City: The World’s Most Grueling Comic Strip (SLG Publishing, 2003)
- True Stories (Alternative Comics, 2015, 2016)

### Vertaald naar Nederlands
- Trashed
- Mijn Vriend Dahmer (verfilmd in 2017)
- Punk Rock & Mobile Homes (Concerto, 2019)
- Kent State (Concerto, 2020)
- Waar gebeurd (Concerto, 2023)